# U-Bahn-Station Kaisermühlen
Kaisermühlen is een metrostation in het district Donaustadt van de Oostenrijkse hoofdstad Wenen. Het station werd geopend op 3 september 1982 en wordt bediend door lijn U1.

## Geschiedenis
Op 26 januari 1968 werd besloten om een metronet in Wenen aan te leggen met drie lijnen, waarvan de U1 zou lopen tussen Reumannplatz en Praterstern. De nadere uitwerking van het metronet, de U-Bahn-Netzvariante M uit 1970, omvatte een veel groter net met verlengingen die pas later zouden worden toegevoegd, met onder meer een station IAKW (Internationales Amtssitz- und Konferenzzentrum Wien) op de linkeroever van de Donau aan de U1. Het IAKW, de Weense vestiging van de VN, was op dat moment in de ontwerpfase, in december 1970 koos de regering een Oostenrijks ontwerp en in 1971 werd besloten dat de metro naar het IAKW als eerste gebouwd moest worden zodra het basisnet van de metro zou zijn voltooid. Het metrostation werd genoemd naar de buurt waar het ligt en de Engelse naam van de VN gebouwen, Vienna International Centre. 
De bouw van de VN gebouwen begon in 1973 en de bouw van het metrodeel Schwedenplatz – Zentrum Kagran zou op 2 augustus 1976 beginnen. Op 1 augustus 1976 stortte echter de Reichsbrücke in, wat aanleiding was om het tracé tussen Praterstern en Kaisermühlen geheel te herzien. 
In plaats van een aparte metrobrug over de Donau, 100 meter stroomopwaarts van de Reichsbrücke, zou de Reichsbrücke worden herbouwd als dubbeldeksbrug met de metro op het onderste dek. Station Kaisermühlen werd gebouwd op de beoogde locatie voor de ingang van de VN gebouwen. Het metrodeel Praterstern en Zentrum Kagran, waaronder station Kaisermühlen, werd geopend op 3 september 1982.

## Ligging en inrichting
Het viaductstation heeft twee zijperrons op 6,5 m boven het maaiveld parallel aan de Wagramer Straße. De twee stationshallen liggen onder de uiteinden van de perrons en zijn daarmee verbonden met trappen en liften. De noordelijke hal ligt naast het United Nations Visitor Center, de zuidelijke ligt bij de Schüttaustraße waar kan worden overgestapt op de bussen van vervoerder Gschwindl, lijn 20A, naar Arbeiterstrandbadstraße en Bruckhaufen, 92A naar Aspern Zachgasse en 92B naar de oliehaven in Lobau. In de zomer rijdt ook een pendelbus naar Strandbad Gänsehäufel.
Vlak bij het station liggen de recreatiegebieden Kaiserwasser en Alte Donau, de VN-gebouwen met het Vienna International Centre en het Austria Center Vienna, alsmede de Donau City met de Donaucity-kerk. Over het plateau van de Donau City kunnen voetgangers ook het Donaupark met de Donauturm bereiken. Aan de Donauzijde van het station ligt een 200 meter lange helling naar het onderste dek van de nieuwe Reichsbrücke.

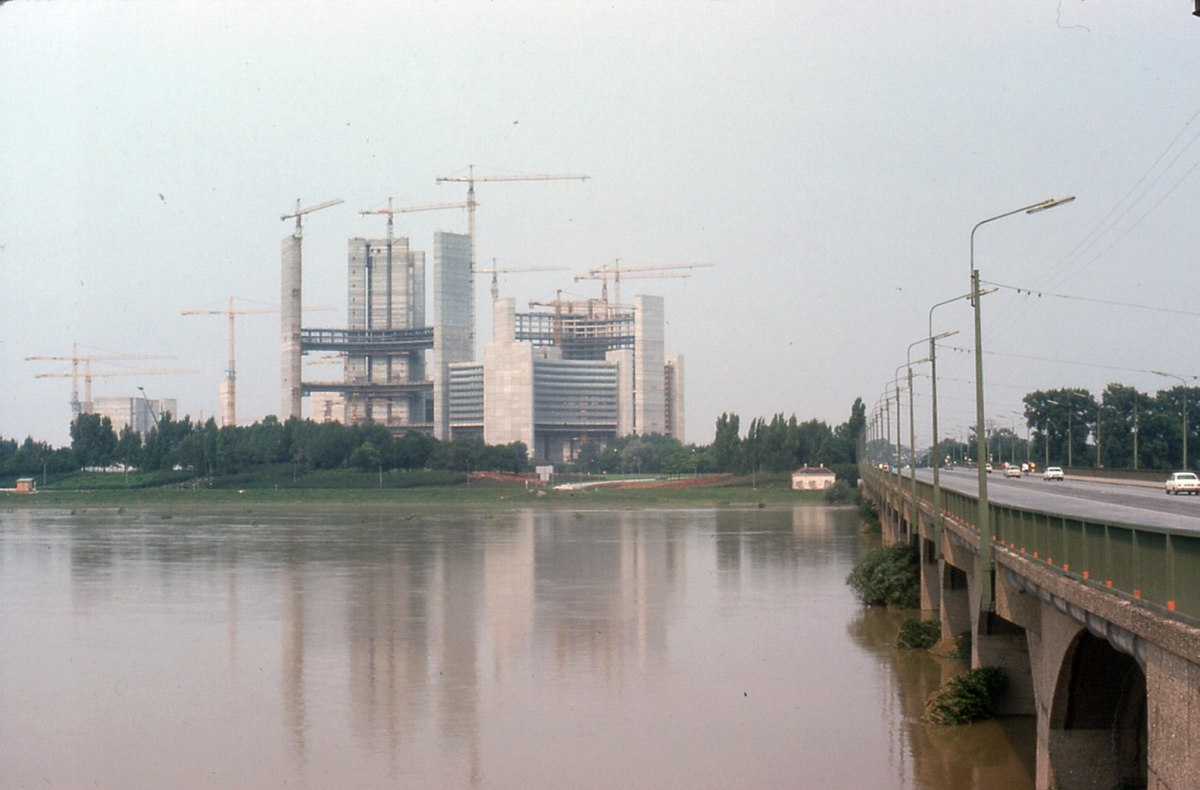
De VN-gebouwen in aanbouw en de Reichsbrücke op 15 juli 1975.
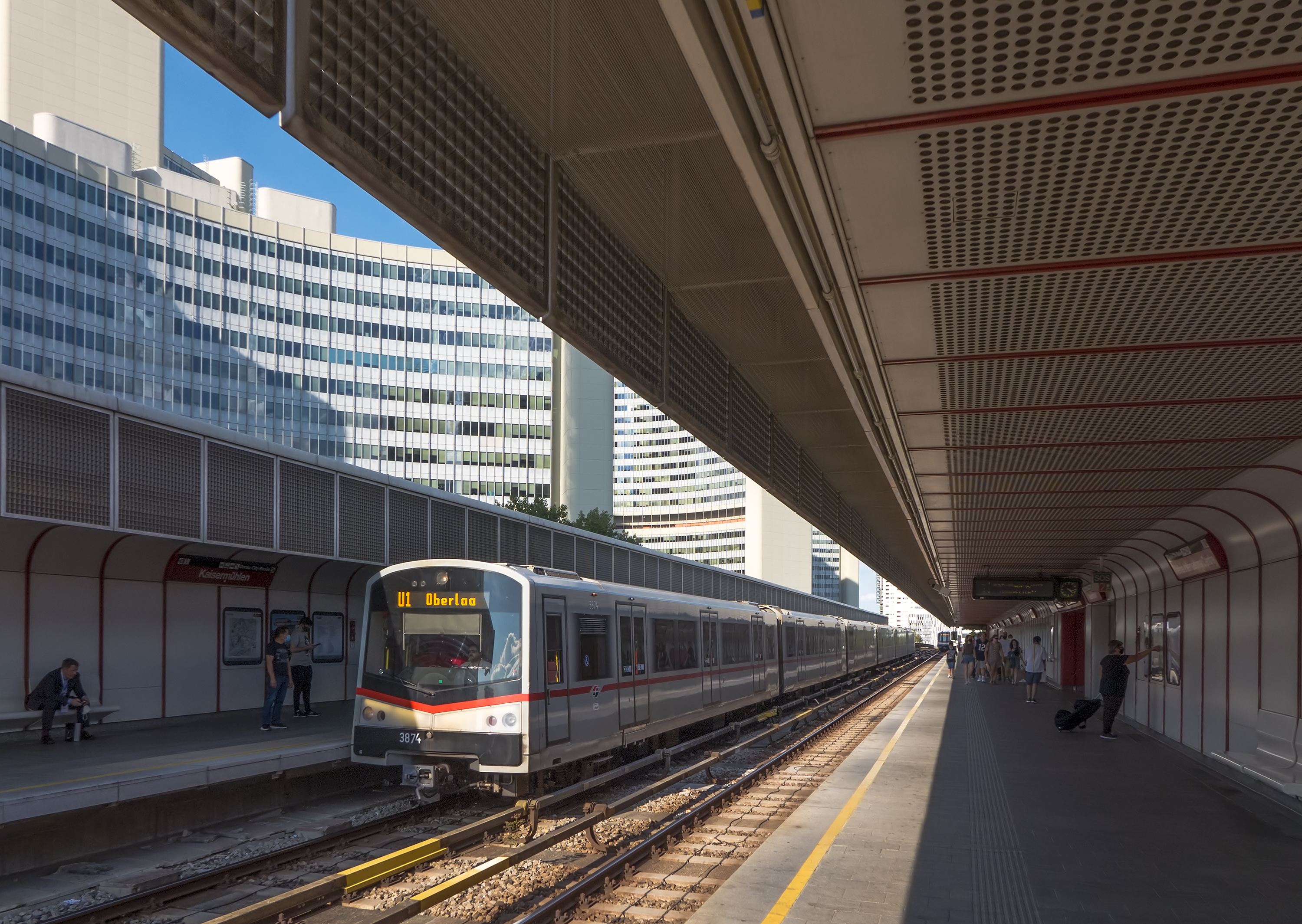
Metrostel type V in het station.
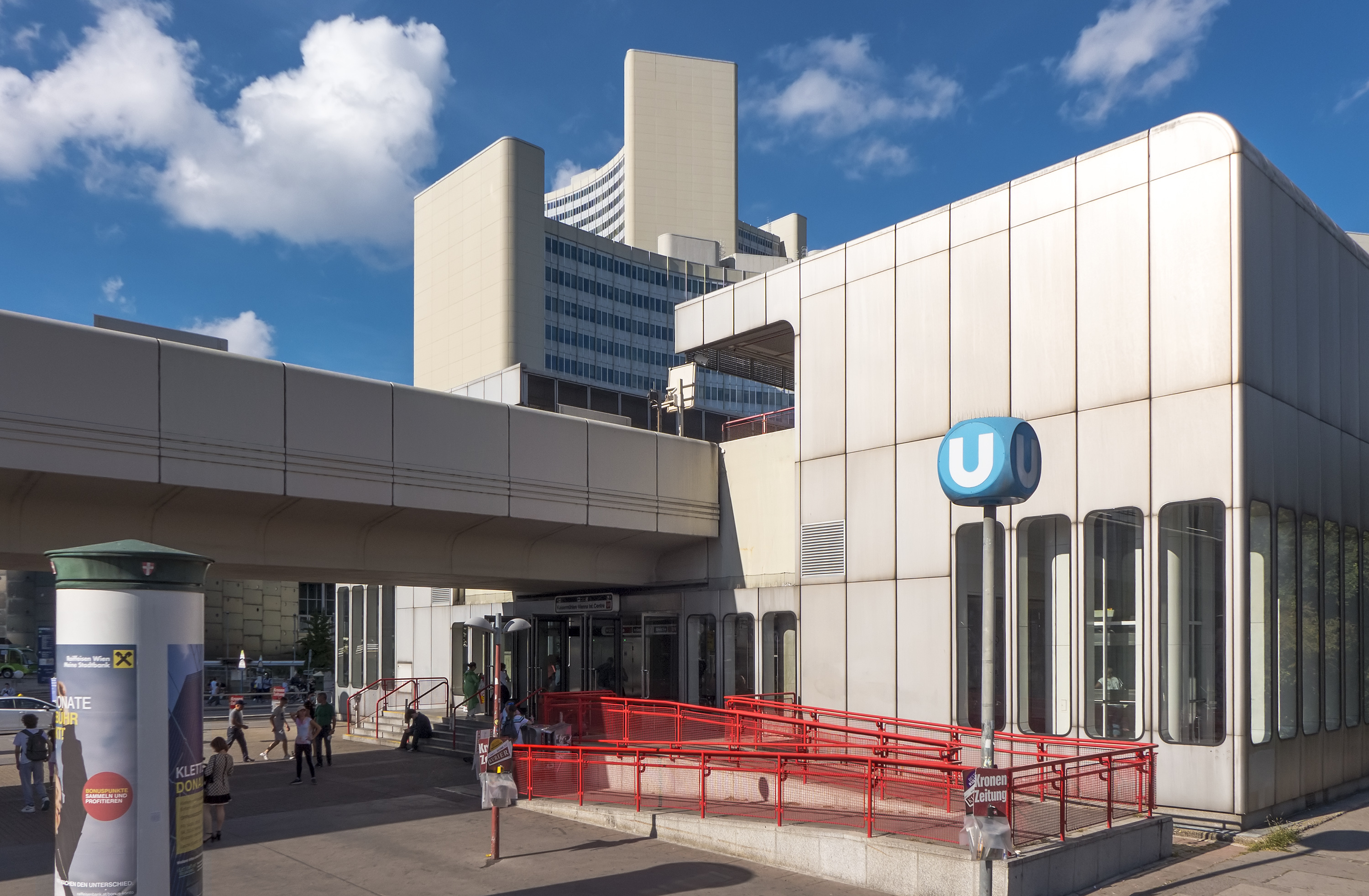
De toegang aan de Schüttaustraße.